# 북극고래
북극고래(영어: bowhead whale, 학명: Balaena mysticetus 발라에나 뮈스티케투스[*])는 긴수염고래와 비슷한 수염고래이다. 몸집은 뚱뚱하고 등지느러미가 없으며 수염길이만 2m로 수염고래들 중 가장 긴 수염을 가졌다. 몸길이는 최대 19-24미터이며, 지방이 많아(지방층만 해도 50cm에 이른다.) 최대 80-100톤까지 나가기도 한다. 평생을 북극해에서 보내며, 다른고래와 달리 번식이나 먹이를 위해 이동하는 경우는 없다.
한때 포경업의 대상이 되기도 하여 개체수가 줄어들었다. 1966년에 포경업에 제재가 가해지자 현재 11,700마리로 다시 늘어났으나, 포경전 개체수인 50,000마리에는 못미치는 실정이다. 또한 아직도 여러 개체군은 심각한 멸종위기에 놓여 있다.
북극에 살고 있는 북극고래는 인간을 포함한 다른 포유류에서 나타나는 노화와 관련된 성인병에 잘 걸리지 않는다는 징후가 포착됐다. 북극고래에 특별히 나타나는 특징이다. 실제 같은 고래 종류인 밍크고래의 경우 수명이 50년밖에 되지 않는다.
북극고래의 수명이 긴 데에는 특별한 세포, 분자, 유전자적 메커니즘이 있을 것으로 분석됐다. 북극고래 스스로 암과 노화에 대응하는 시스템을 갖추고 있을 것이란 진단이다.

## 같이 보기
- 고래류의 종 목록